# 武强 (院士)
武强（1959年—），中国矿业大学（北京）水害防治与水资源研究所所长、教授、博导，中国工程院院士。

## 生平
武强1981年毕业于河北地质学院水工系，1991年获得中国地质大学（武汉）水文地质工程地质专业博士学位。现任中国矿业大学（北京）水害防治与水资源研究所所长、教授、博导。武强长期从事矿山水文和工程地质研究与工程应用工作，是中国矿山防治水领域学科带头人之一。2015年当选中国工程院院士。